# NGC 5472
NGC 5472 је спирална галаксија у сазвежђу Девица која се налази на NGC листи објеката дубоког неба.
Деклинација објекта је - 5° 27' 36" а ректасцензија 14h 6m 54,9s. Привидна величина (магнитуда) објекта NGC 5472 износи 14,3 а фотографска магнитуда 15,1. NGC 5472 је још познат и под ознакама MCG -1-36-8, IRAS 14042-0513, PGC 50345.